# 高雄市苓雅區中正國民小學
22°37′44.32″N 120°19′58.31″E / 22.6289778°N 120.3328639°E
高雄市苓雅區中正國民小學，是位於臺灣高雄市苓雅區的一所國民小學，鄰近高雄關帝廟和高雄捷運技擊館站。

## 歷史
中正國小於1947年在鼓山區蓮海路成立，當時稱為高雄市私立壽山國民學校，1948年2月改為高雄私立進修小學。1949年2月經立案後改為高雄市鼓山區進修代用國民學校。1954年8月由高雄市政府接辦成為公立學校，改名為高雄市進修國民學校，並且鼓山國民學校柴山分校移撥該校管理。1961年改名為高雄市中正國民學校，1964年9月柴山分校從該校分出，並開始供應學生營養午餐。1968年8月台灣開始實施九年義務教育，校名改為高雄市苓雅區中正國民小學。1980年中正國小遷到現址至今。2014年高雄市日僑學校搬遷至高雄市苓雅區輔仁路100號與中正國小共用校園。

### 歷任校長
遷校後
| 姓名   | 任期                  | 備註 |
| 曾清藝 | 1980年－年月          |      |
| 陳錦江 | 1982年8月－1991年2月  |      |
| 伍天寶 | 1991年2月－2000年8月  |      |
| 陳正光 | 2000年8月－2008年2月  |      |
| 黃坤謨 | 2008年2月－2008年8月  | 代理 |
| 陳昭彬 | 2008年8月－2012年8月  |      |
| 蕭興宗 | 2012年8月－2014年8月  |      |
| 吳軒銘 | 2014年8月 - 2022年7月 |      |
| 陳棨信 | 2022年8月 - 至今      |      |

## 班級
目前除了普通班之外，還有國樂班（招收3至6年級學生）、管樂班（招收3至6年級學生）、舞蹈班（招收3至6年級學生）以及體育班（分為棒球組、韻律體操組、游泳組等三組，招收5至6年級學生），此外還有不分類資源班2班以及附設幼兒園3班。本校國樂班在2017年3月6日拿下全國特優第一名；2016年8月8日以本校為主體的高雄市棒球代表隊組成中華隊，到美國洛杉磯參加小馬聯盟（PONY）野馬級（Bronco League）世界少棒錦標賽，決賽以4:0擊敗波多黎各，獲得世界冠軍。2018年8月7日以本校為主體的高雄市棒球代表隊組成中華隊，再度到美國洛杉磯參加小馬聯盟（PONY）野馬級（Bronco League）世界少棒錦標賽，決賽以15:0擊敗墨西哥隊，第二度獲得世界冠軍。2022年8月2日以本校為主體的高雄市棒球代表隊代表台灣，再度到美國德州拉雷多參加小馬聯盟（PONY）野馬級（Bronco League）世界少棒錦標賽，決賽輸給加州隊，獲得世界盃亞軍。

## 傑出校友
- 蔡昇晏：台灣樂團五月天貝斯手瑪莎
- 吳克群：演藝人員
- 陳傑憲 (統一7-ELEVEn 獅隊棒球選手)
- 潘盈曦
- 袁倫祥：臺大醫院醫師
- 楊鎮華：國立中央大學資訊系教授
- 曾柏穎：台灣妥瑞氏人協會理事長
- 許銘傑(貓仔)：旅日棒球明星，前Lamigo職棒選手
- 許克巍：琵琶演奏家

## 外部連結
- 官方网站
- 舊版網頁